# Pedioplanis husabensis
Pedioplanis husabensis är en ödleart som beskrevs av  Berger-dell’mour och MAYER 1989. Pedioplanis husabensis ingår i släktet Pedioplanis och familjen lacertider. Inga underarter finns listade i Catalogue of Life.